# 중국어의 방언표기문제
중국어의 방언 표기 문제는 중국어 표기상 여러 방언들을 문자로 옮길 때 발생하는 문제를 말한다. 중국어는 표준어인 보통화를 제외하면, 여러 방언들의 글말이 표준화되어 있지 않아 이들 방언을 글로 적을 때, 여러 가지 표기법이 복수 공존하고 있다. 

## 여러 방언 표기 방식
- 훈독법 : 표준어의 글자를 그 의미에 상응하는 방언음(표준어음과 같지 않은) 또는 방언의 뜻으로 사용하는 방법
- 가차법 : 방언음에 가까운 표준어 한자를 의미에 상관없이 음만 따다 쓰는 방식
- 신조 방언자 사용 : 방언음과 뜻을 나타내는 새로운 한자를 만듦.
- 한라혼용법 : 한자를 주체로 하고 방언음을 나타내는 글자가 없을 경우는 로마자를 보조적으로 사용하는 방식
- 백화자 : 모든 음을 로마자로 옮기는 방법.

방언표기문제는 광둥어등 유력방언에서는 관례가 정착되어 안정된 표기체계를 보여주고 있으나, 대부분의 방언들은 그렇지 못하다. 

## 일례

### 대만어
- 維基百科是網路上一本自由的百科全書：(위키백과는 인터넷상의 자유로운 백과사전입니다)
  - 표준어에 준한 한자표기：維基百科是網路頂一本自由其百科全書
  - 훈독법：維基百科是網路頂一本自由的百科全書
  - 신조 방언자 사용：維基百科是網路頂一本自由百科全書
  - 한라혼용법：維基百科是網路頂chi̍t本自由ê百科全書
  - 백화자：Wikipedia sī bāng-lō· téng chi̍t-pún chū-iû ê Pek-kho-choân-su
  - 중화민국 교육부 권장방식：維基百科是網路頂蜀本自由个百科全書[1]